# Bahnhof München-Freiham
Der Bahnhof München-Freiham ist eine Betriebsstelle der Bahnstrecke München-Pasing–Herrsching. Er liegt am Gut Freiham im Stadtbezirk Aubing-Lochhausen-Langwied der bayerischen Landeshauptstadt München. Die Königlich Bayerischen Staatseisenbahnen nahmen die Station 1903 als Haltestelle in Betrieb und stuften sie 1908 zum Bahnhof auf. 1975 wurde der Bahnhof München-Freiham für den Personenverkehr geschlossen. Zur Bedienung der in Freiham abzweigenden Anschlussbahn zum Tanklager Krailling ist er bis heute als Betriebsbahnhof in Betrieb.

## Lage
Der Bahnhof München-Freiham liegt an Streckenkilometer 5,262 der zweigleisigen und elektrifizierten Hauptbahn von München-Pasing nach Herrsching am Ammersee (Streckennummer 5541).
Der Bahnhof befindet sich nordwestlich des Gutshofs Freiham und westlich des neuen Münchner Stadtteils Freiham. Das Empfangsgebäude steht südlich der Gleise am Wattplatz. Im Osten des Bahnhofs quert die Freihamer Allee die Gleisanlagen durch eine Fußgängerunterführung, die einen bis 2013 bestehenden Bahnübergang ersetzte. Sie verbindet den Gutshof mit der nördlich der Bahnstrecke verlaufende Bundesstraße 2. Im Westen unterquert die Bundesautobahn 99 durch eine Unterführung die Gleise.

## Geschichte
1899 stellte Hugo Ritter und Edler von Maffei den Königlich Bayerischen Staatseisenbahnen ein Grundstück für die Errichtung der Centralwerkstätte Aubing zur Verfügung. Als Bedingung für die Überlassung des Baugrunds verlangte er die Errichtung einer eigenen Haltestelle für seinen Gutshof Freiham. Die Bayerischen Staatsbahnen willigten in diese Bedingung ein und nahmen am 1. Juli 1903 die Haltestelle Freiham mit der Lokalbahn von Pasing nach Herrsching in Betrieb. Abseits größerer Siedlungen gelegen, diente sie nur der Erschließung des nahen Gutshofs. Von Bedeutung war in Freiham daher vor allem der Güterverkehr, während Personenverkehr nur in geringem Maße stattfand. An der Haltestelle war ein Bahnbediensteter stationiert.
Die Haltestelle wurde 1908 mit dem Einbau eines Ausweichgleises zum Bahnhof erhoben und erhielt ein mechanisches Stellwerk. Bis zum 23. Juli 1913 ergänzten die Königlich Bayerischen Staatseisenbahnen die Bahnstrecke zwischen Pasing und Freiham um ein zweites Gleis, wodurch Freiham vorläufiger Endpunkt des zweigleisigen Ausbaus wurde. 1925 elektrifizierte die Deutsche Reichsbahn die Strecke und den Bahnhof. Am 1. November 1935 nahm die Wirtschaftliche Forschungsgesellschaft einen Gleisanschluss vom Bahnhof Freiham zum Tanklager Krailling in Betrieb, in dem Betriebsstoffe für die Wehrmacht gelagert wurden. Westlich des Bahnhofs entstand an der Anschlussbahn eine Übergabegruppe mit drei Gleisen.
In den 1960er Jahren plante die Stadt München östlich des Bahnhofs eine neue Wohnsiedlung Freiham, für die ein zukünftiges Reisendenaufkommen von 20.000 Fahrgästen täglich prognostiziert wurde. Deswegen baute die Deutsche Bundesbahn den Bahnhof trotz seines geringen Fahrgastaufkommens für den geplanten S-Bahn-Betrieb aus und errichtete 1970 einen neuen Mittelbahnsteig. Das bisherige Empfangsgebäude wurde durch einen Neubau ersetzt. Am 28. Mai 1972 nahm die S-Bahn München den Betrieb auf und der Bahnhof Freiham erhielt den neuen Namen München-Freiham. Als die Stadt München die Planungen für den neuen Stadtteil 1975 zurückzog, beschloss die Deutsche Bundesbahn die Aufgabe des nach ihrer Ansicht unrentablen Personenverkehrshalts. Zum Sommerfahrplan am 1. Juni 1975 stellte die DB den Personenverkehr am Bahnhof München-Freiham ein. Im Güterverkehr blieb der Bahnhof hingegen in Betrieb.
Anstelle des bisherigen mechanischen Stellwerks nahm die Deutsche Bundesbahn 1977 ein Spurplandrucktastenstellwerk im Bahnhof in Betrieb. Gleichzeitig stattete sie den bis dahin vom Fahrdienstleiter bedienten Bahnübergang der Freihamer Allee mit einer zugbedienten Halbschrankenanlage aus. Zum 1. März 1978 löste die DB die Nebendienststelle Freiham auf und gliederte den Bahnhof an die Außenstelle im Bahnhof München-Neuaubing an. Seit der Einstellung des örtlichen Güterverkehrs 1980 dient der Bahnhof Freiham nur noch dem Verkehr zum Gleisanschluss. Im Zuge des zweigleisigen Ausbaus zwischen Freiham und Weßling wurde 1981 der bis dahin noch verbliebene Mittelbahnsteig abgebrochen. Am 27. September 1984 ging das zweite Streckengleis bis Unterpfaffenhofen-Germering in Betrieb.
Zur Bedienung des ab 2006 entstehenden neuen Wohn- und Gewerbegebiets Freiham errichtete die Deutsche Bahn von 2012 bis 2013 rund 800 Meter östlich des Bahnhofs den S-Bahn-Haltepunkt München-Freiham Hp. Gleichzeitig mit der Inbetriebnahme des neuen Haltepunkts am 14. September 2013 schloss die Deutsche Bahn den Bahnübergang der Freihamer Allee, da die Schließzeiten der Halbschrankenanlage durch den zusätzlichen Halt die zulässige Dauer überschritten hätten. Als Ersatz entstand bis 2015 eine neue Fußgängerunterführung.

## Aufbau

### Empfangsgebäude
Das erste Empfangsgebäude der Haltestelle von 1903 war ein eingeschossiger Bau mit Bretterverkleidung und Satteldach. Es enthielt einen Warteraum, einen Dienstraum und einen Schlafraum für das Bahnpersonal. 1908 bauten die Bayerischen Staatsbahnen an der Nordwestecke des Gebäudes einen langgestreckten hölzernen Stellwerksvorbau mit Satteldach an, in dem das mechanische Stellwerk des Bahnhofs untergebracht wurde. Im Zuge des Umbaus für den S-Bahn-Betrieb wurde das Gebäude abgebrochen.
Das neue Empfangsgebäude ist ein eingeschossiger Bau mit Flachdach. Es besteht aus dem Hauptbau, in dem sich der Warteraum befindet, und einem Anbau mit einigen Diensträumen. Auf der Gleisseite schließt sich ein Stellwerksvorbau an, in dem sich seit dem 22. November 1977 ein Spurplandrucktastenstellwerk der Siemens-Standardbauart SpDrS60 befindet. Aus dem Stellwerk wurden ab Inbetriebnahme die Signalanlagen der Bahnhöfe München-Neuaubing und Unterpfaffenhofen-Germering ferngestellt. Dieses wurde ab dem 16. August 1991 von der Betriebssteuerzentrale München-Pasing ferngesteuert, welche für die Steuerung der gesamten Bahnstrecke ab München-Westkreuz bis Herrsching zuständig war. Seit dem 21. April 2013 wird das Stellwerk vom ESTW München-Südwest aus der Betriebszentrale an der Donnersbergerbrücke ferngesteuert. Nach der Einstellung des Personenverkehrs blieb das Empfangsgebäude erhalten und wurde weiterhin von der Deutschen Bahn betrieben. Der Warteraum ist verschlossen und dient heute als Arbeits- und Aufenthaltsraum für das örtliche Instandhaltungspersonal.

### Gleisanlagen und Bahnsteige
Bei der Eröffnung waren an der Haltestelle lediglich das durchgehende Hauptgleis mit einem Bahnsteig und ein Ladegleis westlich des Empfangsgebäudes vorhanden. Ab 1908 gab es zusätzlich ein Ausweichgleis. Bei der Errichtung des zweiten Streckengleises 1913 und des Gleisanschlusses 1933 wurden die Gleisanlagen jeweils erweitert. 1938 verfügte der Bahnhof Freiham über drei Hauptgleise; das Ausweichgleis 1 befand sich am Hausbahnsteig, zwischen den Gleisen 2 und 3 war ein Zwischenbahnsteig vorhanden. Westlich des Empfangsgebäudes lag ein beidseitig an Gleis 1 angebundenes Nebengleis, von dem das ebenfalls beidseitig angebundene Ladegleis und der Gleisanschluss zum Tanklager abzweigten. Südlich des Ladegleises stand der Güterschuppen des Bahnhofs.
Von 1970 bis 1981 befand sich zwischen den Gleisen 2 und 3 ein 210 m langer und 76 cm hoher Mittelbahnsteig für den S-Bahn-Verkehr, der über einen schienengleichen Übergang unter Aufsicht des Fahrdienstleiters zu erreichen war. Das Ladegleis wurde nach der Einstellung des örtlichen Güterverkehrs abgebaut. Die drei Hauptgleise des Bahnhofs sind weiterhin in Betrieb. Gleis 1 dient den Güterzügen zum Anschlussgleis und kann auch zum Überholen genutzt werden. Die Gleise 2 und 3 sind die durchgehenden Hauptgleise und werden von den durchfahrenden S-Bahnen benutzt.

## Verkehr

### Personenverkehr
Im ersten Fahrplan 1903 hielten täglich drei Personenzugpaare zwischen München Centralbahnhof und Herrsching an der Haltestelle Freiham. Bis zum Sommerfahrplan 1914 stieg das Verkehrsangebot in Freiham auf sechs bis sieben durchgehende Zugpaare; zudem war der Bahnhof Endpunkt von drei Zugpaaren im Münchner Vorortverkehr. Nach der Elektrifizierung hielten 1925 von Montag bis Freitag 26 Zugpaare und am Wochenende etwa 21 Zugpaare in Freiham; trotz seines geringen Fahrgastaufkommens wurde der Bahnhof damit werktags von beinahe allen Zügen auf der Strecke bedient. Im Sommerfahrplan 1939 wurde der Bahnhof Freiham werktags von etwa 35 Zugpaaren bedient, von denen vier in Richtung München in Freiham begannen und endeten.
Ab dem 28. Mai 1972 bediente die Linie S 5 der S-Bahn München von Herrsching nach München Ost den Bahnhof im 40-Minuten-Takt, in der Hauptverkehrszeit wurde sie auf einen 20-Minuten-Takt verdichtet. Dennoch blieben die Fahrgastzahlen gering: 1973 nutzten täglich etwa 50 bis 70 Reisende den Bahnhof, bei denen es sich vor allem um Bewohner und Arbeiter des Gutshofs und Ausflügler handelte. Seit dem 1. Juni 1975 wird der Bahnhof Freiham nicht mehr im Personenverkehr bedient.

### Güterverkehr

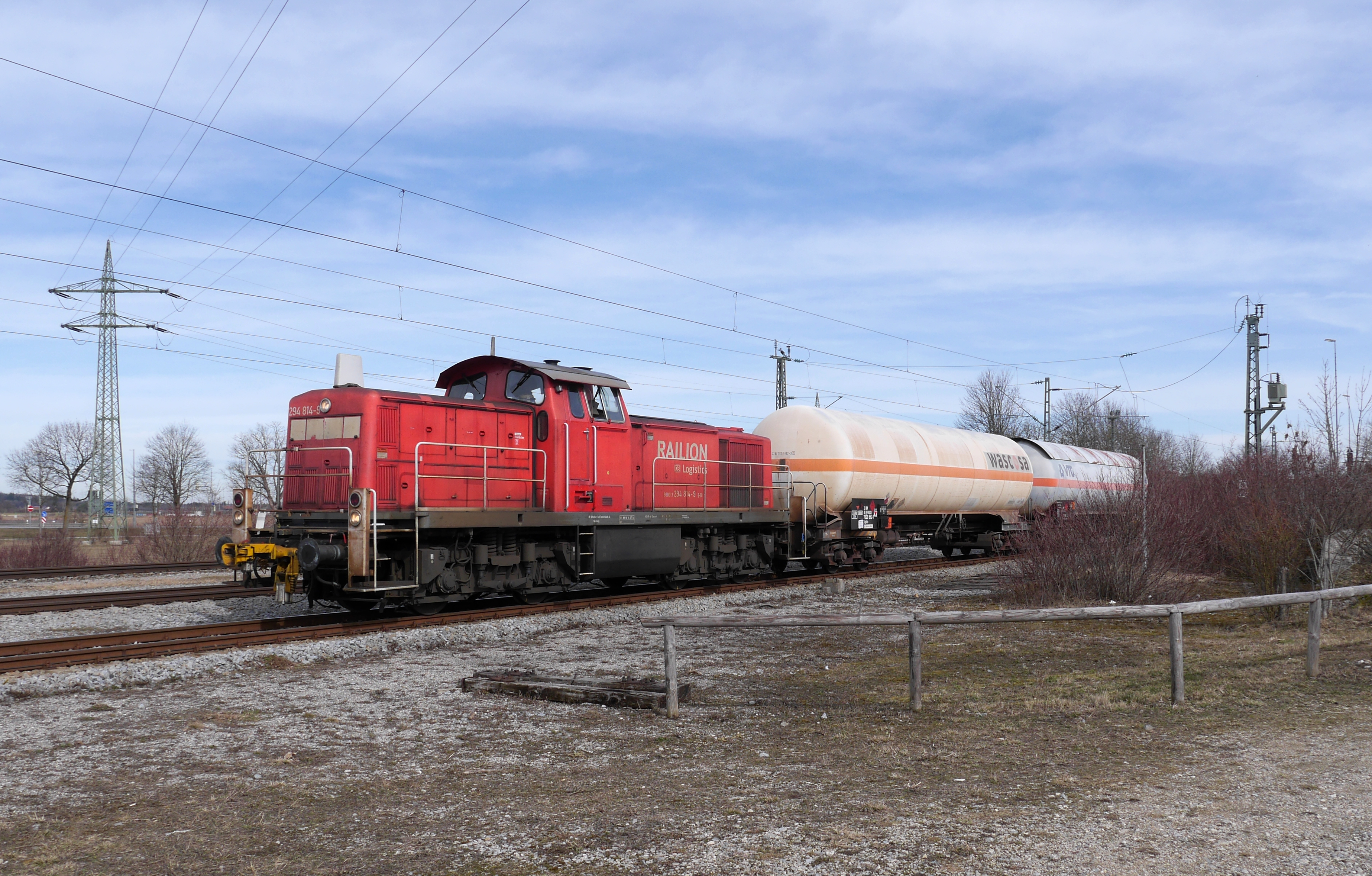
Diesellokomotive der Baureihe 294 mit Güterzug zum Flüssiggaslager (2019)

Im örtlichen Güterverkehr verluden die Königlich Bayerischen Staatseisenbahnen zunächst vor allem landwirtschaftliche Produkte des Gutshofs Freiham. Mit der Inbetriebnahme des Gleisanschlusses zum Tanklager der Wirtschaftlichen Forschungsgesellschaft stieg der Güterverkehr in Freiham ab 1935 deutlich an. Im Jahr 1941 wurden über den Gleisanschluss mittels Kesselwagenzügen 368.000 Tonnen Treibstoff transportiert. Um die Anbindung des Tanklagers während des Zweiten Weltkriegs sicherzustellen, errichtete die Wehrmacht 1940 einen zweiten Anschluss vom Bahnhof Gauting an der Bahnstrecke München–Garmisch-Partenkirchen zum Tanklager. Auch nach Kriegsende blieb das Tanklager von Bedeutung, 1948 wurden 606.000 Tonnen Treibstoff über den Bahnhof Freiham angeliefert.
Der örtliche Güterverkehr am Bahnhof Freiham endete um 1980 mit der Einstellung des öffentlichen Wagenladungsverkehrs, es verblieb die Bedienung des Gleisanschlusses. Das durch die IVG betriebene Tanklager Krailling wurde bis Dezember 2014 beinahe täglich mit Kesselwagen-Ganzzügen bedient; zudem beliefert DB Cargo über den Anschluss ein Flüssiggaslager.